# خانی‌آباد
خانی‌آباد یکی از محله‌های قدیمی تهران است. در حال حاضر این محله  در منتهی الیه جنوب منطقه ۱۲ شهر تهران واقع شده است.

## تاریخچه و توسعه

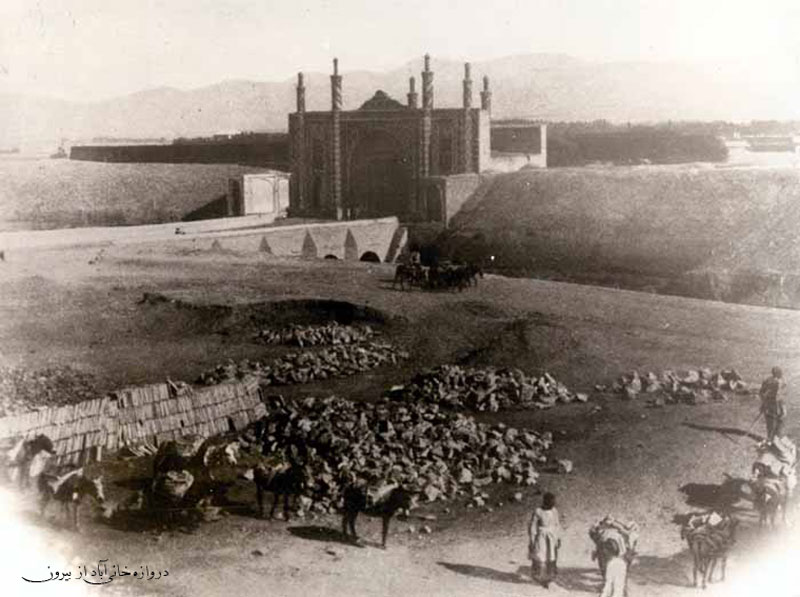
نمای از بیرون دروازهٔ خانی آباد در تهران قدیم

محله خانی آباد، در کنار محله‌هایی نظیر سنگلج و بازاربزرگ، در دورهٔ سلطنت ناصر الدین شاه قاجار به شهر تهران اضافه شد.
دروازه خانی آباد در دوره ناصری یکی از ۱۲ دروازه اصلی شهر تهران بوده است. این دروازه همراه با حصار و دروازه‌های دیگر تهران برای گسترش پایتخت در دوره رضاشاه پهلوی تخریب می‌شوند. این دروازه در تقاطع خیابان‌های خانی‌آباد و شوش بوده است.

## موقعیت جغرافیایی
خانی‌آباد از شمال به خیابان مولوی، از جنوب به خیابان شوش، از غرب به خیابان وحدت اسلامی و از شرق به خیابان خیام محدود می‌شود. میدان محمدیه که تقاطع خیابان‌های مولوی و خیام است، در شمال شرقی‌ترین نقطه این محله واقع است.

## بیش‌تر دربارۀ خانی‌آباد
خیابان غلامرضا تختی که مهم‌ترین نقطۀ این محله است و بازار خرمافروش‌های پایتخت در آن قرار دارد، از اصیل‌ترین مناطق تهران قدیم به‌شمار می‌رفته است و مشاهیر متعددی در آن زندگی می‌کرده‌اند از جمله غلامرضا تختی، نواب صفوی، تندگویان و... 
«منِ او» معروف‌ترین اثر رضا امیرخانی که روایت داستانیِ یک خانوادۀ اصیل ایرانی‌ست در خانی‌آباد رخ داده است؛ این کتاب از پرفروش‌ترین آثار داستانی در ادبیات معاصر ایران است که داستان خانواده فتاح‌هاست و در خیابان تختی و در کوچه مسجد قندی(بهرام پهلوان‌حسن کنونی)، بازارچه اسلامی، باغ‌چالی و... به‌وقوع پیوسته است.  